# Ommata lanuginosa
Ommata lanuginosa là một loài bọ cánh cứng trong họ Cerambycidae.